# Merecumbé (postre)
El merecumbé es un postre tradicional de El Salvador, caracterizado por su textura suave y sabor dulce. Consiste en un merengue cocido al baño María, acompañado de una salsa de leche y caramelo. Es comúnmente servido frío y es popular en restaurantes y hogares salvadoreños, especialmente durante celebraciones y ocasiones especiales. 

## Historia y origen
El merecumbé tiene sus raíces en la repostería salvadoreña, resultado de la fusión de influencias indígenas y coloniales. Su nombre también hace referencia a un ritmo musical popular en América Latina, lo que refleja la riqueza cultural de la región.

## Preparación
La base del merecumbé es un merengue elaborado con claras de huevo, azúcar y cremor tártaro, batido hasta obtener picos firmes y luego cocido al baño María. La salsa que lo acompaña se prepara con leche, azúcar caramelizada, jugo de melocotón, yemas de huevo y fécula de maíz, creando una mezcla cremosa y aromática.

## Variaciones
Si bien la receta tradicional se mantiene, algunas variaciones incluyen la adición de esencias como vainilla o almendra a la salsa, o la incorporación de frutas frescas como guayaba o mango para darle un toque diferente.